# Goera archaon
Goera archaon là một loài trong họ Goeridae. Chúng phân bố ở miền Tân bắc.